# 迦叶尊者像
迦叶尊者像是一个创作于朝鲜王朝时期的木制塑像。在佛教中，摩诃迦叶为释迦牟尼十大弟子之一，被称为头陀第一。在释迦牟尼入灭后，摩诃迦叶成为僧团领袖，在王舍城召集第一次结集，禅宗尊他为第一代祖师。通过刻画摩诃迦叶的笑脸和从容的姿态，为世人传达着仁慈和智慧。该塑像于1700年3月29日完成，诞生于全罗南道灵岩郡一带，创作者不详。

## 背景
在佛教中，摩诃迦叶（梵语：[महाकश्यप ，Mahākāśyapa] 错误：{{Lang}}：文本有斜体标记（帮助））为释迦牟尼十大弟子之一，被称为头陀第一，直译为饮光。传说上古时代曾有仙人能吸取日光，平时隐藏著，见不到任何光芒，但是如果显现的话就会全身光辉明光，迦叶是这位仙人的后裔，所以也用饮光为姓氏。在释迦牟尼入灭后，摩诃迦叶成为僧团领袖，在王舍城召集第一次结集，禅宗尊他为第一代祖师。

## 创作与展出
迦叶尊者像创作于朝鲜王朝，是一种木制塑像。通过刻画摩诃迦叶的笑脸和从容的姿态，为世人传达着仁慈和智慧。该塑像于1700年3月29日完成，诞生于全罗南道灵岩郡一带，创作者不详。塑像高约55.9厘米，宽约22.9厘米。1942年，由艾比·爱秩序·洛克菲勒赠送给美国纽约大都会艺术博物馆，截止2017年11月，该藏品共对外展出7次。